# Euploea tulliolus
Espèce

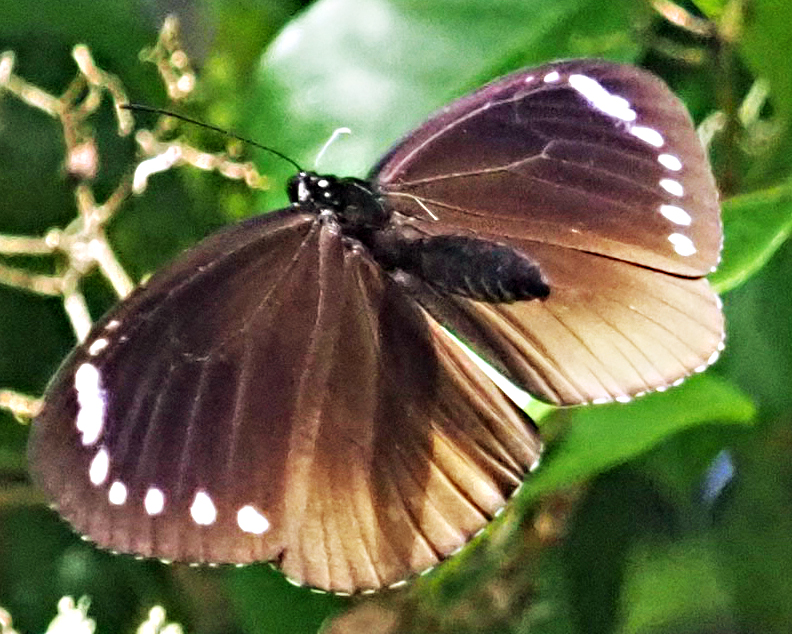
Euploea tulliolus tulliolus femelle en vol Nouvelle Calédonie

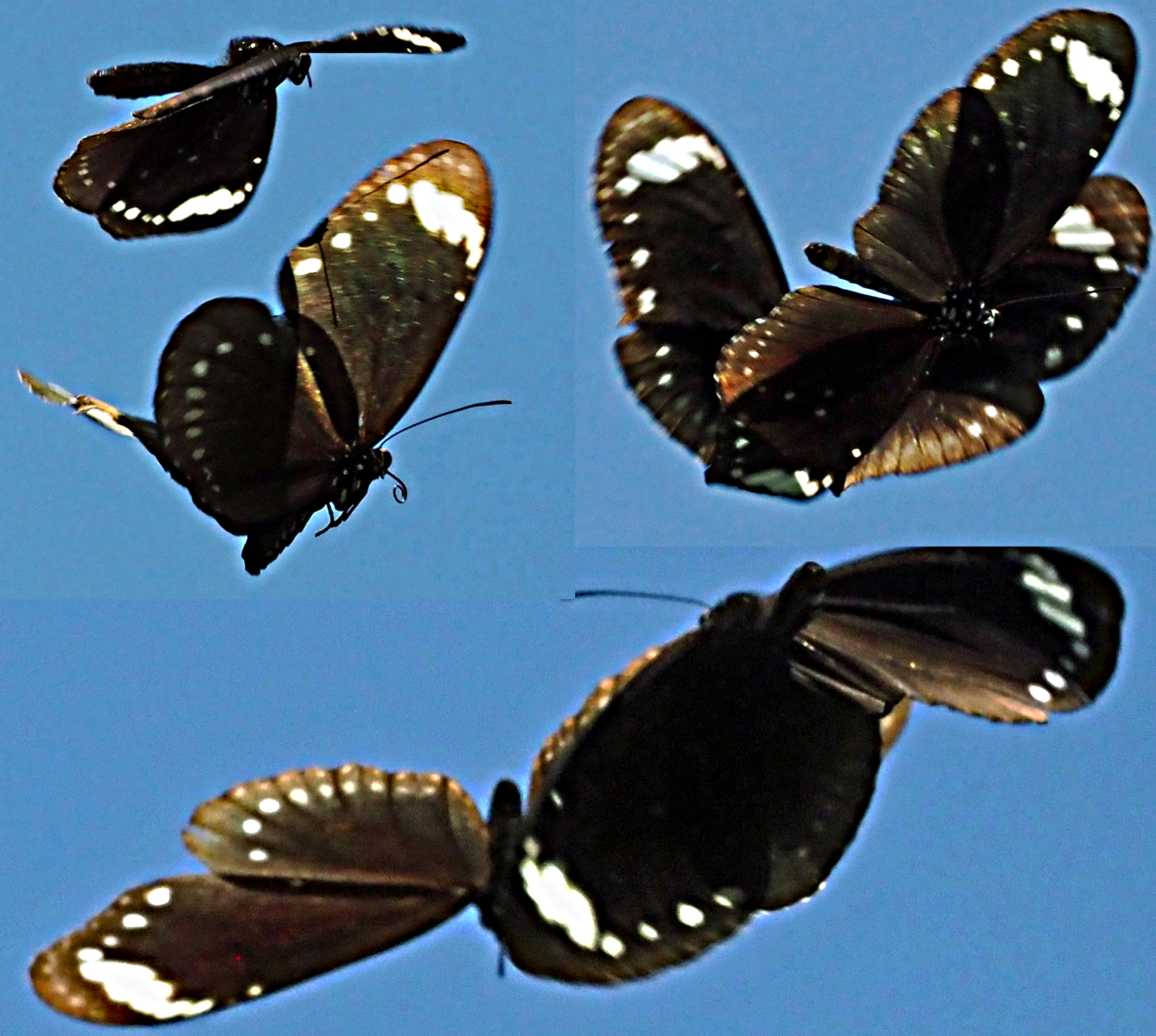
Euploea tulliolus tulliolus parade nuptiale, Nouvelle Calédonie

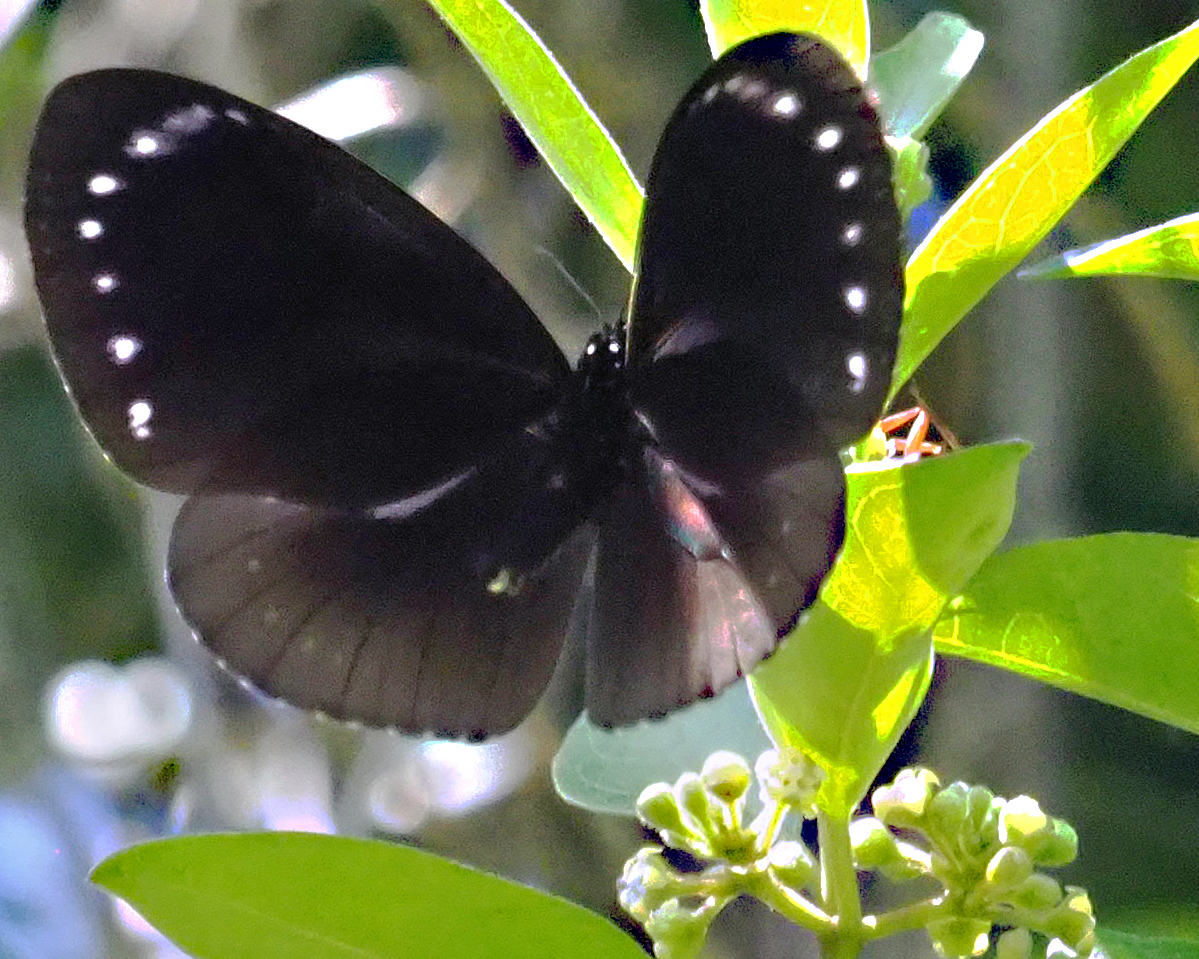
Euploea tulliolus tulliolus male en vol

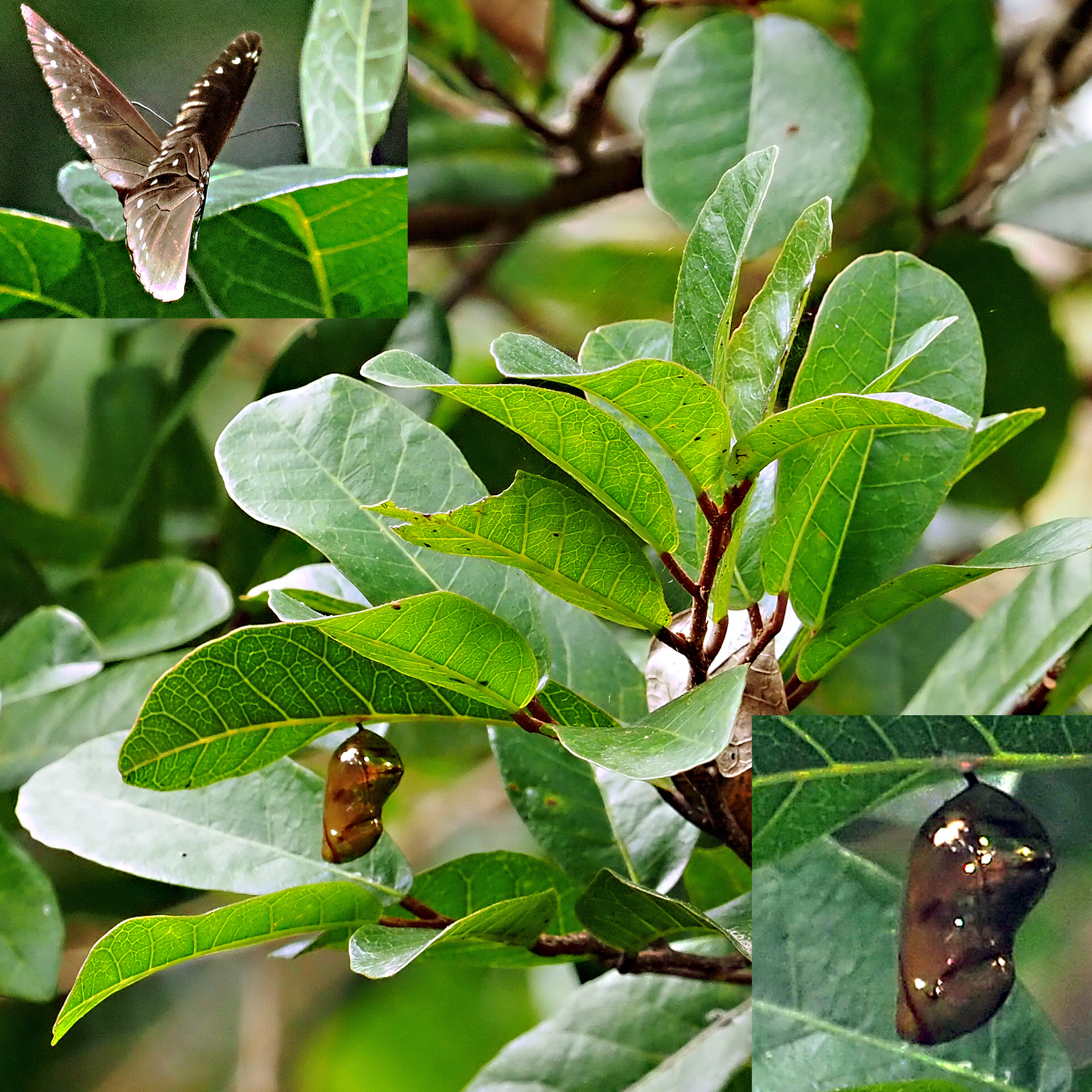
.Euploea tulliolus tulliolus: femelle s'apprêtant à pondre Trophis scandens en insert, chrysalide sur la plante avec insert.

Euploea tulliolus est un insecte lépidoptère  de la famille des Nymphalidae, de la sous-famille des Danainae et du genre Euploea.

## Dénomination
Euploea tulliolus (Fabricius, 1793)
Synonymes :Euploea dehaani ; Fruhstorfer, 1910.

### Noms vernaculaires
Euploea tulliolus se nomme en anglais Dwarf Crow, Eastern Brown Crow  et Purple Crow pour ses reflets violets,.

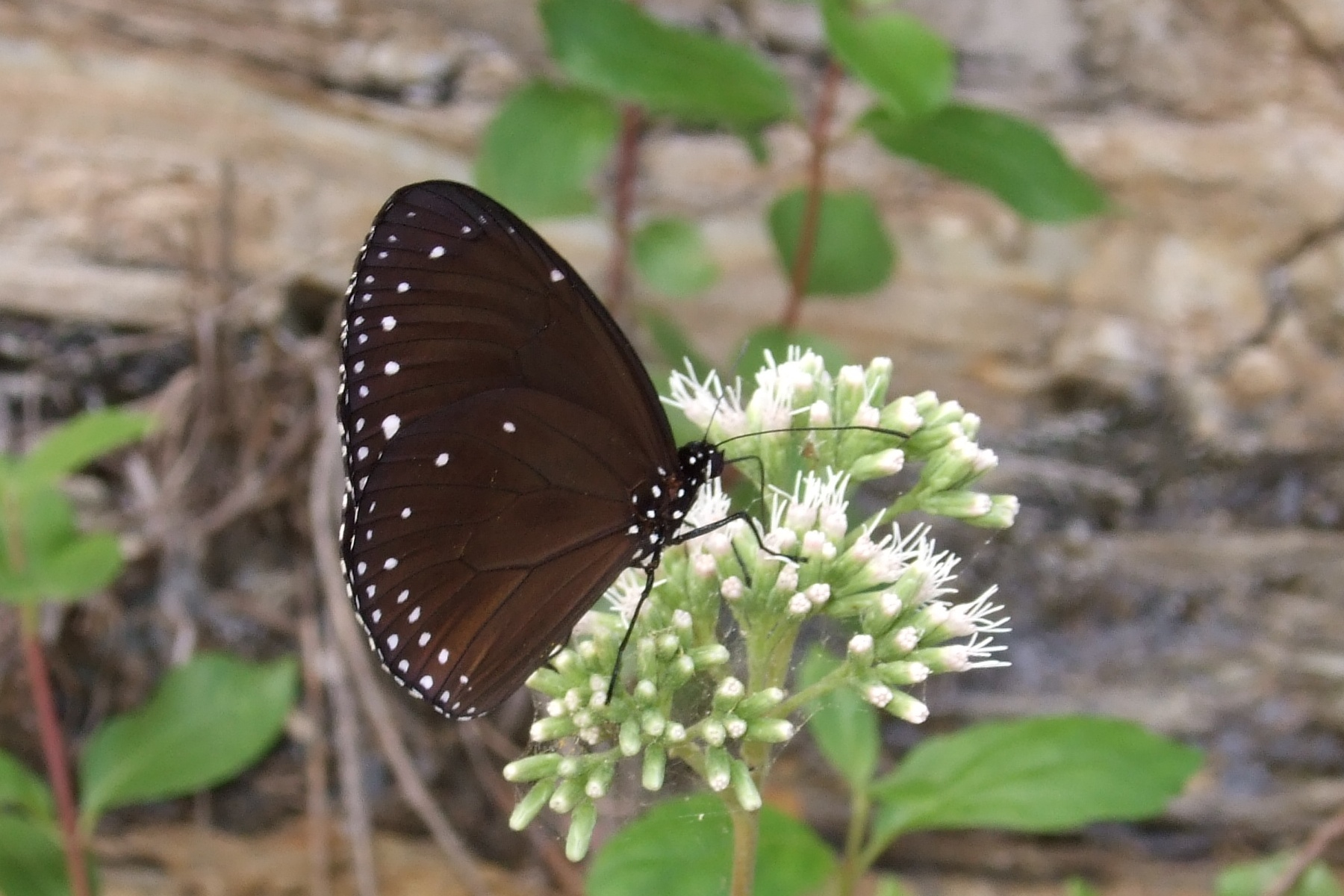
revers de Euploea tulliolus à Taïwan

### Sous-espèces

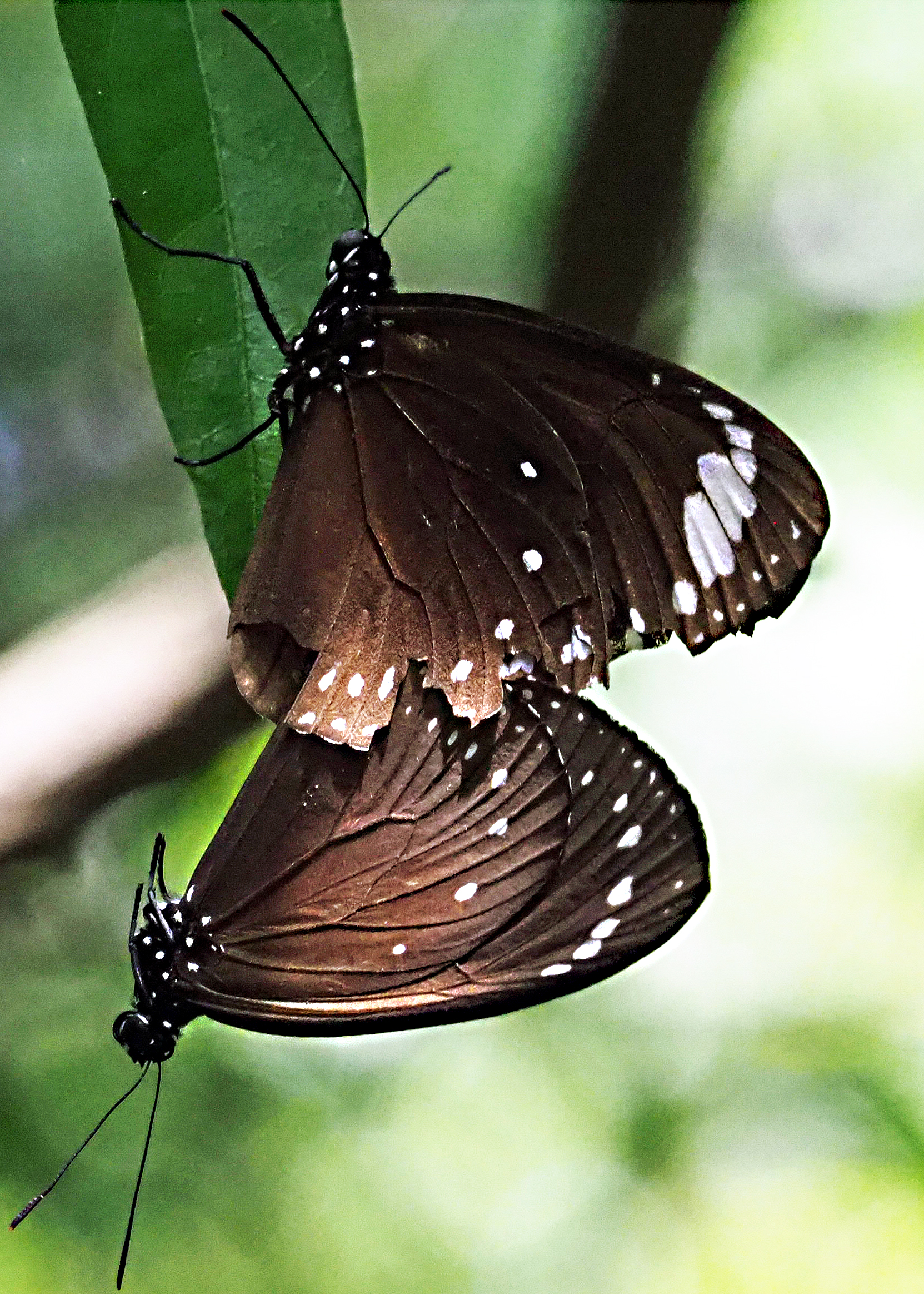
Euploea tulilolus tulliolus accouplement, Nouvelle Calédonie

- Euploea tulilolus tulliolus accouplement, Nouvelle CalédonieEuploea tulliolus tulliolus en Nouvelle Calédonie
- Euploea tulliolus adyte (Boisduval, 1859) en Nouvelle-Calédonie à Grande Terre et aux îles Loyauté.
- Euploea tulliolus aristotelis (Moore, 1883) à Bornéo.
- Euploea tulliolus baweana (Fruhstorfer, 1905)
- Euploea tulliolus dehaani   Butler,1866; au Laos, Vietnam, Sud-Est de la Thaïlande et Sud de la Chine[3].
- Euploea tulliolus doryca (Butler, 1878)
- Euploea tulliolus dugdeonis (Grose-Smith, 1894)
- Euploea tulliolus eunus (de Nicéville, 1895) Nord-Est de Sumatra.
- Euploea tulliolus forsteri (C. & R. Felder, 1865) aux Fidji.
- Euploea tulliolus goodenoughi (Carpenter, 1942)
- Euploea tulliolus koxinga (Fruhstorfer, 1908) dans le Sud de la Chine.
- Euploea tulliolus ledereri (C. & R. Felder, 1860) présent en Thaïlande et à Taïwan.
- Euploea tulliolus lombiana (Fruhstorfer, 1905)
- Euploea tulliolus mazares (Moore, 1857) à Java.
- Euploea tulliolus mazarina (Fruhstorfer, 1904) Ouest de Sumatra.
- Euploea tulliolus monilina (Fruhstorfer, 1910) aux Philippines
- Euploea tulliolus monilis (Moore, 1883) aux Philippines
- Euploea tulliolus natunensis (Fruhstorfer, 1901)
- Euploea tulliolus philinna (Fruhstorfer, 1904)
- Euploea tulliolus mardonia (Fruhstorfer, 1904)
- Euploea tulliolus nocturna (Fruhstorfer, 1904)
- Euploea tulliolusoffaka (Fruhstorfer, 1904)
- Euploea tulliolus sambawana (Doherty)
- Euploea tulliolus saundersii (C. & R. Felder, [1865]
- Euploea tulliolus sumbana (Doherty, 1891)
- Euploea tulliolus wetterensis (Fruhstorfer, 1900)[1].

## Description
C'est un papillon marron foncé aux ailes et au corps ornementé de points blancs, d'une envergure de 56 à 60 mm plus petit que les autres Euploea. Le dessus des ailes antérieures est bordé d'une ligne submarginale de taches  ovales blanches. Ces taches blanches sont plus ou moins importantes suivant les sous-espèces.
Le revers est lui aussi marron avec aux ailes antérieures et aux ailes postérieures une ligne submarginale de points blancs doublée d'une ligne de taches blanches.

### Chenille
L'œuf est blanc, la chenille noire marquée de jaune.

## Biologie
Il vole toute l'année.

### Plantes hôtes
Les plantes hôtes de sa chenille sont des Moraceae dont Trophis scandens, et Apocynaceae, Nerium oleander et à Taïwan des Ficus,.

## Écologie et distribution
Euploea tulliolus est présent dans le Sud de l'Asie, à Taïwan, dans le Sud de la Chine, à Singapour, en Malaisie, en Indonésie, aux Philippines, et en Océanie, en Nouvelle-Guinée, aux Fidji, aux îles Salomon, en Australie et en Nouvelle-Calédonie. 
En Nouvelle-Calédonie, Euploea tulliolus tulliolus et Euploea tulliolus adyte sont présents à Grande Terre et aux îles Loyauté et Euploea tulliolus forsteri est aussi présent,,.

### Biotope
Il réside en lisière de forêt.

### Protection
Pas de statut de protection particulier.